# Olbramovice (kraj południowomorawski)
Olbramovice – gmina w Czechach, w powiecie Znojmo, w kraju południowomorawskim. Według danych z dnia 1 stycznia 2014 liczyła 1 099 mieszkańców.